# پنجمین جشنواره بین‌المللی فیلم برلین
پنجمین  دوره جشنواره بین‌المللی فیلم برلین ۲۴ ژوئن ۱۹۵۵ شروع و تا ۵ ژوئیه ادامه پیدا کرد. که در نهایت فیلم موش‌ها ساخته کارگردانی آلمانی روبرت زیودماک برنده خرس طلایی شد.

تندیس خرس طلایی که به برنده اهدا میشود

## بخش رقابتی
| عنوان انگلیسی    | عنوان اصلی                | کارگردان(ها)             | کشور تولید کننده |
| ---------------- | ------------------------- | ------------------------ | ---------------- |
| کارمن جونز       | Carmen Jones              | اتو پرمینجر              | آمریکا           |
| قاره از دست رفته | Continente perduto        | انریکو گراس, جورجیو موزر | ایتالیا          |
| موش‌ها            | Die Ratten                | روبرت زیودماک            | آلمان            |
| در سایه قراقروم  | Im Schatten des Karakorum | Eugen Schuhmacher        | آلمان            |
| معجزه مارسلینو   | Marcelino pan y Vino      | لادیسلائو وایدا          | اسپانیا          |
| پانتومیم         |                           | Paul Paviot              | فرانسه           |
| سیام             | Siam                      | رالف رایت                | آمریکا           |
| چمن‌زار محو       | The Vanishing Prairie     | جیمز آلگار               | آمریکا           |
|                  | 'Zimmerleute des Waldes   | Heinz Sielmann           | آلمان            |

## برندگان
| جایزه         | به خاطر فیلم   | برنده           |
| ------------- | -------------- | --------------- |
| خرس طلایی     | موش‌ها          | روبرت زیودماک   |
| (خرس نقره ای) | معجزه مارسلینو | لادیسلائو وایدا |
| (خرس برنزی)   | کارمن جونز     | اتو پرمینجر     |